# Álex Calatrava
Álex Patricio Calatrava (* 14. Juni 1973 in Köln) ist ein ehemaliger spanischer Tennisspieler.

## Karriere
Calatrava gewann auf der Challenger Tour fünf Titel, davon drei im Einzel und zwei weitere im Doppel. Auf der ATP Tour gewann er im Jahr 2000 das Turnier von San Marino durch einen Endspielsieg über Sergi Bruguera. Darüber hinaus stand er 1998 in Casablanca und 2000 in Delray Beach im Finale.
Auch im Doppel erreichte er ein ATP-Finale; 1999 unterlag er in Kitzbühel an der Seite von Dušan Vemić in drei Sätzen Chris Haggard und Peter Nyborg. Bei Grand-Slam-Turnieren gelang ihm 2001 in Melbourne der Einzug in die dritte Runde der Einzelkonkurrenz, es war sein bestes Resultat. Im Doppel zog er 2005 ebenfalls in Melbourne ins Achtelfinale ein.
Seine beste Platzierung im Einzel erreichte er am 12. Februar 2001 mit Rang 44, im Doppel am 10. Oktober 2005 mit Rang 110.

## Erfolge
| Legende (Anzahl der Siege)  |
| Grand Slam                  |
| ATP World Tour Finals       |
| ATP World Tour Masters 1000 |
| ATP World Tour 500          |
| ATP World Tour 250 (1)      |
| ATP Challenger Tour (5)     |

### Einzel

#### Turniersieg
| Nr. | Datum         | Turnier    | Belag | Finalgegner    | Ergebnis       |
| --- | ------------- | ---------- | ----- | -------------- | -------------- |
| 1.  | 31. Juli 2000 | San Marino | Sand  | Sergi Bruguera | 7:67, 1:6, 6:4 |

#### Finalteilnahmen
| Nr. | Datum         | Turnier      | Belag     | Finalgegner     | Ergebnis      |
| --- | ------------- | ------------ | --------- | --------------- | ------------- |
| 1.  | 30. März 1998 | Casablanca   | Sand      | Andrea Gaudenzi | 4:6, 7:5, 4:6 |
| 2.  | 6. März 2000  | Delray Beach | Hartplatz | Stefan Koubek   | 1:6, 6:4, 4:6 |

### Doppel

#### Finalteilnahme
| Nr. | Datum          | Turnier   | Belag | Partner     | Finalgegner                | Ergebnis        |
| --- | -------------- | --------- | ----- | ----------- | -------------------------- | --------------- |
| 1.  | 3. August 1999 | Kitzbühel | Sand  | Dušan Vemić | Chris Haggard Peter Nyborg | 3:6, 7:64, 6:74 |